# Belau (együttes)
A Belau egy Fonogram-díjas budapesti downtempo, electronica, trip-hop, chillwave formáció, melynek két tagja Kedves Péter és Buzás Krisztián. A zenekar eddig két nagylemezt jelentett meg és alapvető koncepciójuk, hogy dalaik során különböző női énekesnőkkel dolgoznak együtt a világ minden tájáról. A dalaik alapvetően olyan témákra fókuszálnak, mint az önismeret, az utazás, a nyugalom, az útkeresés, az inspiráció vagy maga az emberi természet. A zenekart a kezdetektől kísérő fő motívum a tenger.

## Története

### A kezdetek és az Island of Promise sikere
A zenekar debütáló dala Hegyi Dórival (Ohnody) 2015 szeptemberében jelent meg Island of Promise címmel, amelyhez a többszörösen díjazott Damokos Attila és Nagy Marcell készített egysnittes mozgóképet. A dal feltűnt az HBO saját gyártású Aranyélet című sorozatában, a Deezer Magyarország szerkesztőinek éves kedvencei, az Index.hu 2015 legjobb dalai közé válogatta, továbbá előszeretettel játszotta a Petőfi Rádió, valamint később a Telenor Magyarország és a Pepsi reklám- és kampányzenéjévé is vált (33 országban). A videoklip megnyerte az első magyar Klipszemle különdíját és számos magazinnál bekerült az év legjobb klipjei válogatásba.
2015 novemberében jelent meg a Hegyi Dórival rögzített második Belau dal Distant Bay címmel, amit a Telenor Magyarország reklám- és kampányzenéjének választott. 2016 tavaszán a zenekar elkezdett dolgozni első nagylemezén, és létrejött a Belau élő felállása is, mely során a koncerteken négytagúvá bővült a csapat, ahol az énekesnő szerepét minden alkalommal a The Voice című műsorban feltűnt és később szólókarrierjében is sikeressé vált Szécsi Böbe (BÖBE) töltötte be, aki korábban olyan előadókkal dolgozott együtt, mint a Halott Pénz, a Brains, a Karmapolis, a Paperdeer, DiazMentha vagy Környei Attila). 2016 márciusában megjelent az első közös daluk, a You And I, melyet később a II. Magyar Klipszemle az év legjobb szöveges videói között jelölt. A 2016 tavaszán megkezdett turnészezon hozzávetőlegesen ötven klub- és fesztivál fellépést jelentett Magyarországon és a határon túl egyaránt, melynek keretein belül olyan nemzetközi vagy nagyobb hazai jelentőségű fesztiválokon lépett fel a zenekar, mint a Sziget Fesztivál, a Balaton Sound, a Paloznaki Jazzpiknik, a Campus fesztivál vagy a kolozsvári Untold Festival.

### A Fonogram-díjas első nagylemez
2016 novemberében megjelent a zenekar első nagylemeze, a The Odyssey. A mediterrán térség zenei motívumait és életérzését feldolgozó lemezen több instrumentális tétel mellett olyan énekesnők vendégeskedtek, mint Dallos-Nyers Boglárka, Myra Monoka, Antonia Vai, Herrer Sára (Mary Popkids) és Szécsi Böbe. A csapat dupla sold-out lemezbemutató koncertjét – melyet követően a Žagar oldalán Londonban is felléptek – az A38 Hajó fedélzetén tartották, ahol minden énekesnő színpadra lépett a zenekar összes dalát előadva. A zenekar 2017 márciusában két Fonogram-díjra is jelölve lett; az év felfedezettje és az év elektronikus albuma vagy hangfelvétele kategóriában, melyek közül az utóbbit meg is nyerte. A nagylemezt követően a zenekar három éven keresztül turnézott a The Odyssey dalaival, aminek keretein belül 23 országban játszottak, többek között olyan fesztiválokon, mint az SXSW, a Primavera Barelona, a Eurosonic, a Reeperbahn, a Springbreak, a Moscow Music Week, a Seazone, a BUSH, a Live at Heart, a Waves Vienna vagy az Electric Castle. A zenekar többek között az alábbi országokban lépett fel: Amerikai Egyesült Államok, Albánia, Ausztria, Belgium, Bulgária, Csehország, Dánia, Lengyelország, Hollandia, Horvátország, Macedónia, Montenegró, Németország, Olaszország, Oroszország, Románia, Szerbia, Szlovákia, Szlovénia, Spanyolország, Svédország, Egyesült Királyság. A zenekar 2018 júniusában megjelent Breath című dalát 2019-ben Fonogram-díjra jelölték.
A Colourwave és a zenekar új korszaka
2020. május 29-én megjelent a zenekar második nagylemeze Colourwave címmel. A lemezről előzetesen megjelent Essence, melyet az angol Zero 7 énekesnőjével (Sophie Barker) közösen szerzett a formáció, 2020-ban Fonogram-díj jelölést kapott.

## Tagok

### Élő zenekari felállás
- Kedves Péter – gitár, billentyű (2015 óta)
- Buzás Krisztián – basszusgitár, háttérvokál (2015 óta)
- Szécsi „Böbe” Erzsébet – ének (2016 óta)
- Kiss Benjámin – billentyű, effektek (2016 óta)

## Diszkográfia

### Nagylemezek
- The Odyssey (2016)
- Colourwave (2020)
- Apriori (2023)

### További slágerlistákon megjelenő dalok
- Island Of Promise (2015)
- Distant Bay (2015)

### Remix kiadványok
- Island Of Promise - Remixes EP (2016)
- The Odyssey 2084 (2017)

## Díjak, elismerések
- Fonogram-díj 2020 - Az év hazai elektronikus hangfelvétele (jelölés)
- Fonogram-díj 2019 - Az év hazai elektronikus hangfelvétele (jelölés)
- Fonogram-díj 2017 - Az év hazai elektronikus albuma (megnyerte) / Az év felfedezettje (jelölés)
- Magyar Klipszemle 2015 - „Különdíj” nyertese és a „Legjobb operatőr” jelölés (Island Of Promise)
- Magyar Klipszemle 2016 - „Legjobb szöveges videó” jelölés (You And I)
- HBO Aranyélet című sorozat filmzenéje (Island Of Promise)
- Legjobb videóklip és dal válogatásban 2015-ben a Deezer Magyarország, az Index.hu, az Instyle Magazin és a Divány, az Index.hu életmód magazinja szerint (Island Of Promise)
- Az év lemeze 2016-ban többek között a Phenomenon és a 24.hu szerint (The Odyssey)[21]
- Legjobb videóklip 2016-ban az Instyle Magazin szerint (Wicked)[22]